# Pardoglossum watieri
Pardoglossum watieri là loài thực vật có hoa trong họ Mồ hôi. Loài này được (Batt. & Maire) Barbier & Mathez mô tả khoa học đầu tiên năm 1973.